# Keyodhoo (Vaavu)
Keyodhoo (ކެޔޮދޫ) ist eine Insel des Felidhu-Atolls im Süden des Inselstaates Malediven in der Lakkadivensee des Indischen Ozeans. Sie gehört zum Verwaltungsatoll Vaavu und war 2014 mit 635 Bewohnern die am meisten bevölkerte Insel des Atolls.

## Geographie
Die Insel liegt im Ostrand des Atolls, sozusagen am Übergang von „Stiefelschaft“ zum Spann, südlich von Felidhoo. Der Riffsaum verläuft ohne Inseln weiter nach Osten zum Östlichsten Punkt der Malediven. Die Insel selbst ist etwa 500 m lang und 250 m breit mit einer Spitze im Osten.

## Sonstiges
Im Norden gibt es eine größere Hafenanlage und die Insel ist dicht bebaut. Es gibt zahlreiche Hotels.